# Església de Curtea Veche
L'església de Curtea Veche és l'església més antiga de Bucarest, fundada pel senyor Mircea Ciobanul, durant el seu primer regnat, entre 1545-1554. L'edifici situat al nucli antic de Bucarest, Lipscani, l'antic tribunal antic, va servir durant dos segles com a lloc de coronació dels senyors de Valàquia. L'església està dedicada a l'Anunciació i a Sant Antoni.
L'edifici del trèvol d'estil serbi va estar influït per l'església del monestir de Cozia. El nàrtex té una forma gairebé quadrada, amb grans finestrals a les façanes N i S, coberts amb volta cilíndrica. La nau sosté a través d'arcs la torre col·locada sobre un tambor circular a l'interior i amb 12 laterals a l'exterior. La torre és adovellada amb capell esfèric. El pas entre el nàrtex i la nau es fa sota un doble arc. L'altar té dues absidioles que el flanquegen, la proscomídia i el diacònicon. L'església ja no té porxo.
Per a la construcció de l'església, el contrafort amb un paper constructiu es va utilitzar per primera vegada a Valàquia, d'influència moldava. La façana és de maó vist en 3 fileres horitzontals i dos maons col·locats verticalment sobre les franges arrebossades. A la part superior, sota la cornisa, una filera de finestres de maó vist. La cornisa està feta de maons en forma de serra. La base està feta de maons de perfil còncau col·locats a la vora. L'enquadrament de l'entrada data de 1715.

## Galeria

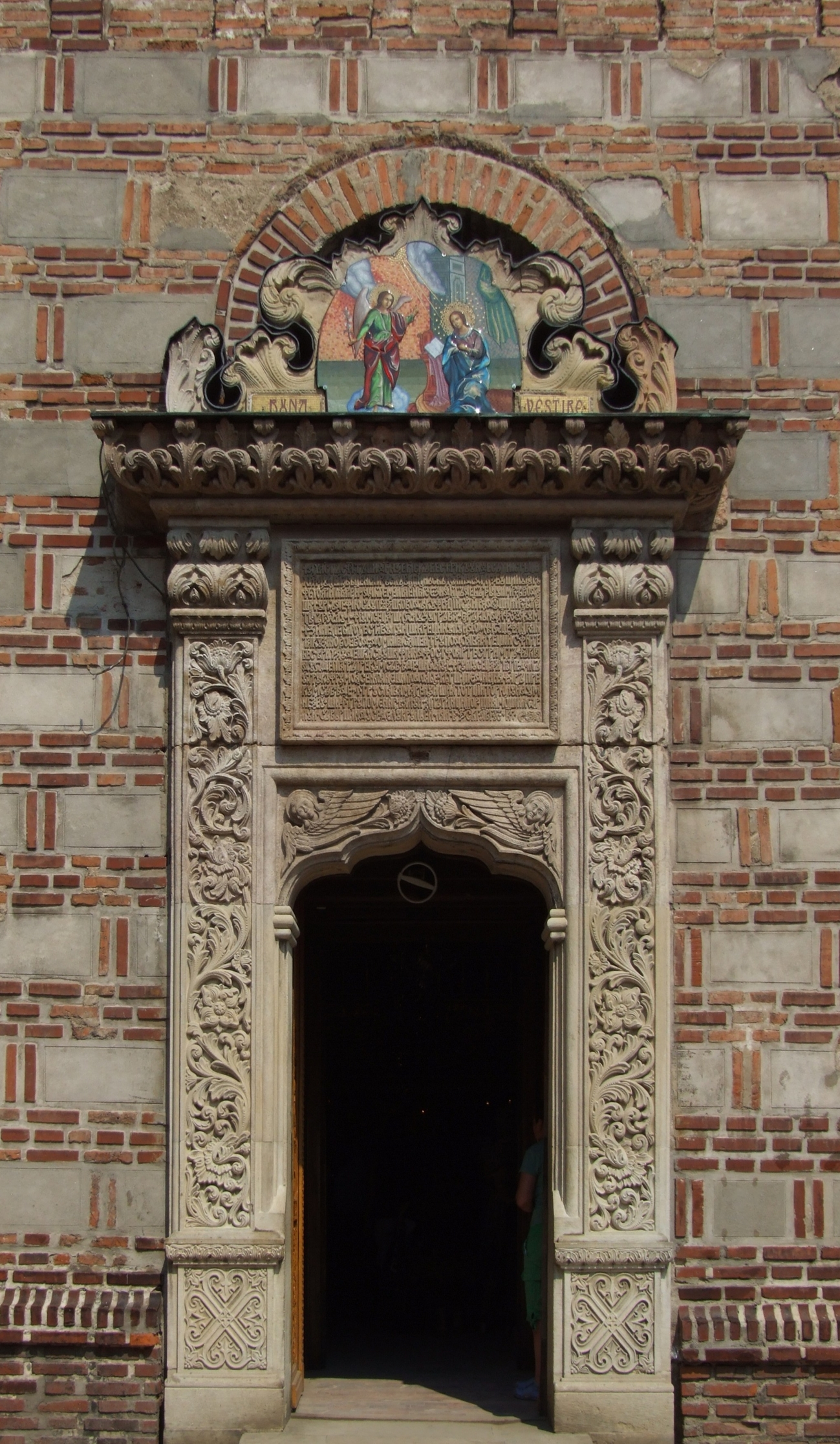
L'entrada, amb un rètol sobre la porta